# Crocidura buettikoferi
Crocidura buettikoferi är en däggdjursart som beskrevs av Fredericus Anna Jentink 1888. Crocidura buettikoferi ingår i släktet Crocidura och familjen näbbmöss. IUCN kategoriserar arten globalt som nära hotad. Inga underarter finns listade i Catalogue of Life.
Denna näbbmus förekommer i västra Afrika i Nigeria, Ghana, Liberia, Guinea och Elfenbenskusten. Arten vistas i låglandet och i kulliga områden. Crocidura buettikoferi hittades bara i ursprungliga skogar som kan vara halvtorra med delvis lövfällande träd eller fuktiga städsegröna skogar. På grund av skogsavverkningar är beståndet delat i flera från varandra skilda populationer.